# شجرة الصابون
شجرة الصابون أو الصابونية (الاسم العلمي: Sapindus) هي جنس من النباتات تتبع الفصيلة الصابونية من رتبة الورديات. شجرة الصابون اسم لـ 13 نوعًا من أشجار وشجيرات توجد في المناطق المدارية وشبه المدارية من آسيا وشمال وجنوب أمريكا، وفي جزر المحيط الهادئ. تحمل هذه النباتات ثمارًا تكون في الغالب بُنِّيَة اللون ضاربة إلى الصفرة ذات غلاف كالجلد. وتكون الثمرة مركبة من فصين أو ثلاثة فصوص مستديرة، وتحتوي الثمار والأوراق على مادة صابونية تُسَمَّى الصابونين. وعند تدليك الثمار أو الأوراق بالماء تنتج عنها رغوة يمكن استخدامها بديلاً للصابون. ويُزْرَع هذا النبات ببذر بذوره أو بغرس شتلات منه في بداية فصل الربيع. وينمو بشكل جيّد في التربة الرملية الجافة.
أشهر الأنواع الآسيوية من هذا النبات شجر الصابون الصيني، ويوجد في المنطقة التي تمتد من الهند إلى الصين واليابان. وشجر الصابون الصيني شجر دائم الخُضْرَة وينمو إلى طول يصل إلى 18م، وثماره برتقالية بُنِّيَّة وتحتوي على كمية وفيرة من الصابونين.
ويُسْتَخدم شجر الصابون الموجود في جنوبي الهند في أغراضٍ متعددة، فيَسْتَخْدِم الناس أخشابه ذات اللون الأصفر في البناء وفي صنع عجلات عربات الجر (النقل). ويستخدمون ثماره في غسل الملابس ولتسميم الأسماك. وينمو شجر الصابون الجنوبي في جنوب الولايات المتحدة كما ينمو في المناطق المدارية الوُسْطى والجنوبية من أمريكا. ولشجر الصابون الجنوبي أزهارٌ صغيرةٌ بيضاء وثمار بنيّة برتقالية اللون.

## الأنواع
- صابونية دولافية
- صابونية دروموندية
- صابونية غائرة القمة
- صابونية لونومية
- صابونية هامشية
- صابونية موكوروسية
- صابونية أواهو
- صابونية راراك
- صابونية غربية
- صابونية لبدية
- صابونية ثلاثية الأوراق
- صابونية فيتية